# Hilda Sachs
Hilda Gustafva Sachs, född Engström 13 mars 1857 i Sankt Olofs församling i Norrköping, död 26 februari 1935 i Engelbrekts församling i Stockholm, var en svensk journalist, översättare och författare. Hon var mor till Torvald Sachs. 
Hilda Sachs studerade vid Högre lärarinneseminariet 1878–1881 och var först verksam som ämneslärare. Hon blev journalist efter makens död 1893. Hon var reporter för bland annat Dagens Nyheter, Nya Dagligt Allehanda, Svenska Dagbladet och Stockholmsbladet mellan 1895 och 1920. Hon var utrikeskorrespondent i Paris för Dagens Nyheter 1895–1898 och Nya Dagligt Allehanda 1897–1898 och i Rom för Svenska Dagbladet 1908–1910. Hon var 1899 delegat för Nya Dagligt Allehanda vid journalistkongressen i Rom och som sådan den första av sitt kön med ett sådant uppdrag.
Hon var 1902 en av grundarna av Föreningen för kvinnans politiska rösträtt och tillhörde dess styrelse 1912–1921. Hon bevistade och rapporterade från de flesta internationella rösträttskongresserna. Hon var styrelsemedlem i Kvinnornas diskussionsklubb 1910–1912 och i arbetsutskottet inom Svenska kvinnors medborgarförbund 1921–1935. 
Hon var dotter till handlanden Johan Gustaf Engström och Gustafva Augusta Gustafsson samt gifte sig 1886 med Carl Fredrik Sachs som hade en stor blomsterhandel i Stockholm. Efter dennes död blev hon god vän med Hinke Bergegren, vilket senare utvecklades till ett kärleksförhållande.

## Skrifter (urval)
- Dikter (under pseudonymen Iris, Fritze, 1894)
- Evig sommar: en kärlekshistoria (Bonnier, 1900)
- Marta (Bonnier, 1901)
- Den besegrade lyckan (Ljus, 1907)
- Kvinnornas rösträtt: svar till herr Adolf Hallgren (Björck & Börjesson, 1907, 16 s.)
- Den svarta domen: männens skuld och kvinnornas straff (Wahlström & Widstrand, 1912)
- Kvinnoporträtt (Tiden, 1918)

## Översättningar (urval)
- Karl Larsen: Sexton år (Seksten Aar) (Ljus, 1902)
- George Sand: Lucrezia Floriani (Ljus, 1905)
- Honoré de Balzac: Kvinnan på trettio år (La femme de trente ans) (Björck & Börjesson, 1906)
- Camille Flammarion: Urania (Björck & Börjesson, 1907)
- Émile Zola: Ett blad ur kärlekens bok (Une page d'amour) (Björck & Börjesson, 1908)
- Peter Krapotkin: Eröfringen af brödet (La conquête du pain) (Björck & Börjesson, 1908)
- Alice Zimmern: Kvinnornas rösträtt i skilda länder (Women's suffrage in many lands) (Ljus, 1911) Länk till fulltext